# زارع‌آباد (نهاوند)
زارع‌آباد، روستایی از توابع بخش مرکزی شهرستان نهاوند در استان همدان ایران است.
این روستا در دهستان گاماسیاب (نهاوند) قرار دارد و براساس سرشماری مرکز آمار ایران در سال ۱۳۹۵، جمعیت آن ۵۰۷ نفر (۱۶۲خانوار) بوده‌است.